# Nika Turković
Nika Turković (ur. 7 czerwca 1995 w Zagrzebiu) – chorwacka piosenkarka i autorka tekstów. Reprezentantka Chorwacji w 2. Konkursie Piosenki Eurowizji Junior (2004).

## Życiorys
W 2004 zwyciężyła finał chorwackich preselekcji Dječja pjesma Eurovizije, z piosenką „Hej mali”, dzięki czemu reprezentowała Chorwację w Konkursie Piosenki Eurowizji Junior 2004. 20 listopada wystąpiła jako jedenasta w kolejności startowej i zajęła 3. miejsce zdobywszy 126 punktów. W 2006 wydała swój debiutancki album Alien.
W 2023 zasiadała w jury chorwackiego talent show Superstar. W tym samym roku wydała drugi album studyjny zatytułowany 11.

## Dyskografia

### Albumy
| Rok                                                     | Dane dot. albumu                                                                                      | Najwyższa pozycja na liście |
| Rok                                                     | Dane dot. albumu                                                                                      | CRO                         |
| ------------------------------------------------------- | --- | --------------------------- |
| 2006                                                    | Alien - Wydany: 2 czerwca 2006 - Wytwórnia: Hit Records - Format: CD                                  | –                           |
| 2023                                                    | 11 - Wydany: 11 stycznia 2023 - Wytwórnia: Aquarius Records - Format: CD, Digital download, streaming | 1                           |
| „–” oznacza, że album nie był notowany na danej liście. | |                             |

### Single
| Rok                                                      | Tytuł       | Najwyższa pozycja na liście | Album |
| Rok                                                      | Tytuł       | CRO                         | Album |
| -------------------------------------------------------- | ----------- | --------------------------- | ----- |
| 2004                                                     | „Hej mali”  | –                           | Alien |
| 2019                                                     | „U mraku”   | 18                          | 11    |
| 2020                                                     | „Raj”       | –                           | 11    |
| 2020                                                     | „Gledaj me” | 30                          | 11    |
| 2020                                                     | „Boje”      | –                           | 11    |
| 2021                                                     | „Pusti”     | –                           | 11    |
| 2021                                                     | „Tvoj mir”  | 21                          | 11    |
| „–” oznacza, że singel nie był notowany na danej liście. |             |                             |       |